# Pinhead Gunpowder
Pinhead Gunpowder est un groupe punk rock originaire de la baie de San Francisco en Californie. Il est composé d'Aaron Cometbus à la batterie, Bill Schneider à la guitare basse, Billie Joe Armstrong à la guitare et au chant, et Jason White à la guitare et au chant. Sarah Kirsch (guitare et chant) faisait partie du groupe à ses débuts en 1991 mais le quitta par la suite. Le nom du groupe vient d'une marque de thé vert servit à l'Arcata co-op et découvert par hasard par Aaron Cometbus lors d'une de ses nombreuses expéditions dans les bennes à ordures (Dumpster diving).

## Discographie

### Albums et EP
| Année | Titre                        | Label             |  |
| ----- | ---------------------------- | ----------------- |  |
| 1992  | Fahizah                      | Lookout!          |  |
| 1992  | Trundle and Spring           | Take A Day        |  |
| 1994  | Jump Salty                   | Lookout!          |  |
| 1995  | Carry the Banner             | Lookout!/Too Many |  |
| 1997  | Goodbye Ellston Avenue       | Lookout!          |  |
| 1999  | Shoot the Moon               | Adeline Records   |  |
| 2000  | 8 Chords, 32 Words           | Lookout!          |  |
| 2000  | 4 song                       | THD               |  |
| 2000  | split 7" with Dillinger Four | Adeline Records   |  |
| 2003  | Compulsive Disclosure        | Lookout!          |  |
| 2009  | Kick Over The Traces         | Recess Records    |  |